# مجمع النواة المتحولة

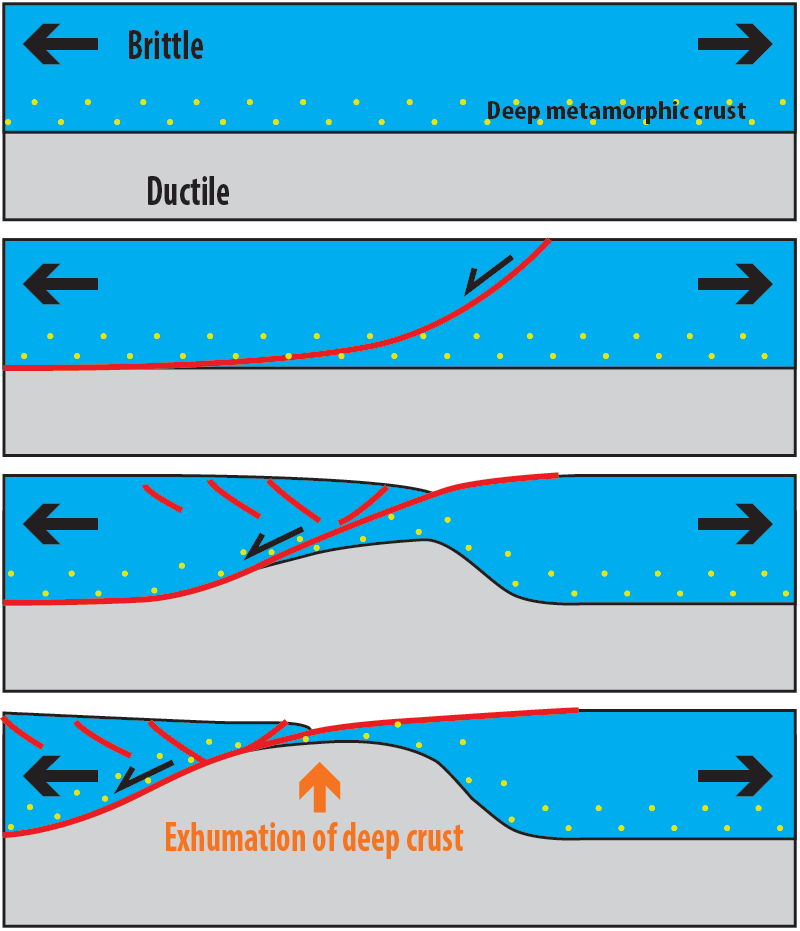
تشكيل مجمع النواة المتحولة

مجمعات النواة المتحولة هي انكشافات للقشرة العميقة التي يتم استخراجها بالاقتران مع التوسع المذهل إلى حد كبير. وقد تشكلت، واستخرجت، من خلال نقل سريع نسبيًا للقشرة القارية الوسطى والدنيا إلى سطح الأرض. وخلال هذه العملية، تتعرض الصخور المتحولة عالية الجودة ( eclogite - granulite - إلى أمفيبوليت - سحنة ) أسفل زاوية فوالق الانفصال (ومناطق القص المايلونية) والتي تُظهر تشوهًا مطيلًا على الجانب السفلي (جدار سفلي) مع أمفيبوليت - إلى جرينشيست -الوجهات النقابية التحولية، والتقصف اللدن إلى التقصف على الجانب العلوي (الجدار المعلق) مع الأشكال الهندسية المائلة.

## الأوصاف
- ذكر كوني أنهم:[1]

تتميز بتضاريس أرضية غير متجانسة بشكل عام ومتحول بلوتوني أقدم ومطبوعة فوقها ببنية ميلونيتية ونسيجية مبطنة منخفضة الغمس ومغطاة بالورق. عادةً ما يتم تخفيف وتقطيع التضاريس غير المشوهة بواسطة العديد من الفوالق الأصغر سنًا والأقدم. بين الطابق السفلي وتضاريس الغطاء يوجد انحدار و / أو تدرج متحولة حاد مع الكثير من العلاقات الهيكلية الحركية التي تشير إلى الانزلاق أو الانفصال.
يُطلق على التراجع أيضًا فالق الانفصال.
- [2]

تتشكل المجمعات الأساسية المتحولة نتيجة الامتداد القاري الرئيسي، عندما يتم سحب القشرة القارية الوسطى والسفلية من أسفل التصدع، مما يؤدي إلى تمديد القشرة العلوية. تتطور مناطق الحركة القادرة على إحداث مثل هذه التأثيرات في الفضاء وكذلك مع مرور الوقت. يتم رفع الصخور المشوهة في جدار القدم من خلال سلسلة من البيئات المتحولة والتشوهية المختلفة، مما ينتج عنه تسلسل مميز من الهياكل المتوسطة والميكروية (المطبوع فوقها).

## موقع
تم تطوير نموذج مجمع النواة لأول مرة في كورديليرا في غرب أمريكا الشمالية، مع وجود نوى أقدم في الشمال (العصر الإيوسيني)، وأصغر في الجنوب. على الصعيد العالمي، يُعتقد أن مجمعات النواة موجودة في بحر إيجه، الأناضول، إيران، التبت، شمال الصين، سلوفاكيا، فنزويلا - ترينيداد ( العصر الميوسيني)، نيوزيلندا وغرب القارة القطبية الجنوبية. عُثر على أحدث مجمع نواة في شرق غينيا الجديدة.

## مجمعات النواة على الكواكب الأخرى
اقترحت ميزة في مركز أرتميس كورونا على كوكب الزهرة كمجمع نواة متحولة. قد يكون هذا أكبر مجمع نواة متحولة في النظام الشمسي.

### فهرس
1. ↑  Coney 1980
2. ↑  Lister & Davis 1989
3. ↑  (Philippon et al. 2014)
4. ↑  (Janak et al. 2001)
5. ↑  (McFadden et al. 2010)
6. ↑  (Spencer 2001)

### المعلومات الكاملة للمراجع
- Coney، P.J. (1980). Crittenden, M.D.؛ Coney, P.J.؛ Davis, G.H. (المحررون). "Cordilleran Metamorphic Core Complexes". GSA Memoir. Geological Society of America. ج. 153: 7–34. DOI:10.1130/MEM153-p7.{{استشهاد بدورية محكمة}}:  صيانة الاستشهاد: ref duplicates default (link)
- Janák، M.؛ Plašienka، D.؛ Frey، M.؛ Cosca، M.؛ Schmidt، S. TH.؛ Lupták، B.؛ Méres، Š. (فبراير 2001). "Cretaceous evolution of a metamorphic core complex, the Veporic unit, Western Carpathians (Slovakia): P–T conditions and in situ40Ar/39Ar UV laser probe dating of metapelites". Journal of Metamorphic Geology. ج. 19 ع. 2: 197–216. DOI:10.1046/j.0263-4929.2000.00304.x.
- Lister، G.S.؛ Davis، G.A. (1989). "The origin of metamorphic core complexes and detachment faults formed during Tertiary continental extension in the northern Colorado River region, U.S.A." (PDF). J. Struct. Geol. ج. 11: 65–94. DOI:10.1016/0191-8141(89)90036-9. مؤرشف من الأصل (PDF) في 2015-09-29.{{استشهاد بدورية محكمة}}:  صيانة الاستشهاد: ref duplicates default (link)
- McFadden، R.؛ Teyssier، C.؛ Siddoway، C. S.؛ Whitney، D.؛ Fanning، C. M. (2010). "Oblique dilation, melt transfer, and gneiss dome emplacement". Geology. ج. 38: 375–378. DOI:10.1130/G30493.1.
- Philippon، M. (2014). Philippon, M.؛ Brun, J.-P.؛ Gueydan, F.؛ Sokoutis, D. (المحررون). "The interaction between Aegean back-arc extension and Anatolia escape since Middle Miocene". Tectonophysics. ج. 631: 176–188. DOI:10.1016/j.tecto.2014.04.039. مؤرشف من الأصل في 2015-09-28.{{استشهاد بدورية محكمة}}:  صيانة الاستشهاد: ref duplicates default (link)
- Spencer، J. E. (2001). "Possible giant metamorphic core complex at the center of Artemis Corona, Venus". Geological Society of America Bulletin. ج. 113 ع. 3: 333–345. DOI:10.1130/0016-7606(2001)113<0333:PGMCCA>2.0.CO;2. ISSN:0016-7606.{{استشهاد بدورية محكمة}}:  صيانة الاستشهاد: ref duplicates default (link)

## روابط خارجية
- مجمعات النواة المتحولة
- مجمعات كورديليران للنواة المتحولة: بقايا من حقب الحياة الحديثة من ضغط الدهر الوسيط بيتر ج كوني. Tekla A. Harms. الجيولوجيا، سبتمبر 1984